# Blue Mound (Kansas)
Blue Mound é uma cidade localizada no estado americano de Kansas, no Condado de Linn.

## Demografia
Segundo o censo americano de 2000, a sua população era de 277 habitantes. 
Em 2006, foi estimada uma população de 296, um aumento de 19 (6.9%).

## Geografia
De acordo com o United States Census Bureau tem uma área de 
1,6 km², dos quais 1,6 km² cobertos por terra e 0,0 km² cobertos por água. Blue Mound localiza-se a aproximadamente 316 m acima do nível do mar.

## Localidades na vizinhança
O diagrama seguinte representa as localidades num raio de 24 km ao redor de Blue Mound. 